# Melanosoma nigritarse
Melanosoma nigritarse is een vliegensoort uit de familie van de blaaskopvliegen (Conopidae). De wetenschappelijke naam van de soort is voor het eerst geldig gepubliceerd in 1902 door Strobl.